# Justin Chambers
Justin Willman Chambers (Springfield, 11 luglio 1970) è un attore ed ex modello statunitense, meglio conosciuto per il ruolo di Alex Karev nella serie televisiva Grey's Anatomy.

## Biografia
Cresciuto in una zona rurale di Springfield (Ohio), è il quinto dei cinque figli (il gemello Jason, un fratello e due sorelle) di John e Pam Chambers, di origine irlandesi-tedeschi-americani.
Finita la scuola superiore, decise di trasferirsi a Parigi insieme al gemello, dove venne contattato da un agente che lo convinse ad intraprendere la carriera di modello. Tra le sue campagne vi furono una per la fragranza della casa di moda Calvin Klein, per Giorgio Armani e per altre case europee, giapponesi e statunitensi.
Negli anni novanta si stabilì a New York dove studiò agli H.B. Studios per quattro anni. Questi studi gli permisero di apparire in diversi lavori teatrali e ottenere alcuni ruoli televisivi. Il debutto nel mondo dello spettacolo fu del 1995, con la soap opera Destini. Negli anni seguenti ottenne ruoli in Another World, Harvest of Shame (1996) e Rose Hill (1997) accanto a Jennifer Garner.
Nel 2001 interpretò il ruolo di D'Artagnan in D'Artagnan con Catherine Deneuve e Mena Suvari; nello stesso anno lavorò accanto a Jennifer Lopez e Matthew McConaughey in Prima o poi mi sposo. Dopo aver recitato a fianco di Uma Thurman e Gena Rowlands nel film Hysterical Blindness (2002), la sua carriera subì una breve battuta di arresto.
Nel 2005 Justin Chambers iniziò a recitare in Grey's Anatomy, interpretando il dottor Alex Karev. Nel 2005 ha inoltre interpretato il ruolo del sergente Matt Parish nel thriller The Zodiac. Nel 2013, invece, prestò la voce al supereroe Flash nel film animato della DC Comics Justice League: The Flashpoint Paradox.
Dopo aver vissuto a lungo a New York, si è trasferito con la moglie Keisha Chambers e i suoi cinque figli a Los Angeles.

## Vita privata
Justin è sposato dal 1993 con Keisha Chambers. I due si sono incontrati mentre Justin lavorava come modello per Calvin Klein. Hanno cinque figli, Isabella (1994), le gemelle Maya e Kaila (1997), Eva (1999) e Jackson (2002).

## Filmografia

### Cinema
- Liberty Heights, regia di Barry Levinson (1999)
- Prima o poi mi sposo (The Wedding Planner), regia di Adam Shankman (2001)
- D'Artagnan (The Musketeer), regia di Peter Hyams (2002)
- Leo, regia di Mehdi Norowzian (2002)
- For Which It Stands, regia di Kevin Shahinian (2003) - corto
- Southern Belles, regia di Paul S. Myers e Brennan Shroff (2005)
- The Zodiac. regia di Alexander Bulkley (2005)
- La terrazza sul lago (Lakeview Terrace), regia di Neil LaBute (2008)
- The Happiest Man Alive, regia di Andrew M. Goodman (2010) - corto
- Broken City, regia di Allen Hughes (2013)

### Televisione
- Destini (Another World) - serie TV, 1 episodio (1995)
- New York Undercover - serie TV, 1 episodio (1996)
- Harvest of Fire, regia di Arthur Allan Seidelman - film TV (1996)
- Swift - Il giustiziere (Swift Justice) - serie TV, 1 episodio (1996)
- La piccola Rose (Rose Hill), regia di Christopher Cain - film TV (1997)
- Four Corners - serie TV, 1 episodio (1998)
- Seasons of Love, regia di Daniel Petrie - film TV (1999)
- Gli occhi della vita (Hysterical Blindness), regia di Mira Nair - film TV (2002)
- Cold Case - Delitti irrisolti (Cold Case) - serie TV, 3 episodi (2003)
- The Secret Service, regia di Clark Johnson - film TV (2004)
- Grey's Anatomy - serie TV (2005-2020)
- Private Practice - serie TV, 1 episodio (2009)
- The Offer - miniserie TV (2022)

## Doppiatori italiani
Nelle versioni in italiano delle opere in cui ha recitato, Justin Chambers è stato doppiato da:
- Fabio Boccanera in D'Artagnan, Cold Case - Delitti irrisolti
- Riccardo Niseem Onorato in Grey's Anatomy, Private Practice
- Christian Iansante in Prima o poi mi sposo
- Alberto Bognanni in The Zodiac
- Gaetano Varcasia in La terrazza sul lago
- Stefano Crescentini in Broken City
- Alessio Cigliano in La piccola Rose